# Taufbecken Le Hamel (Oise)

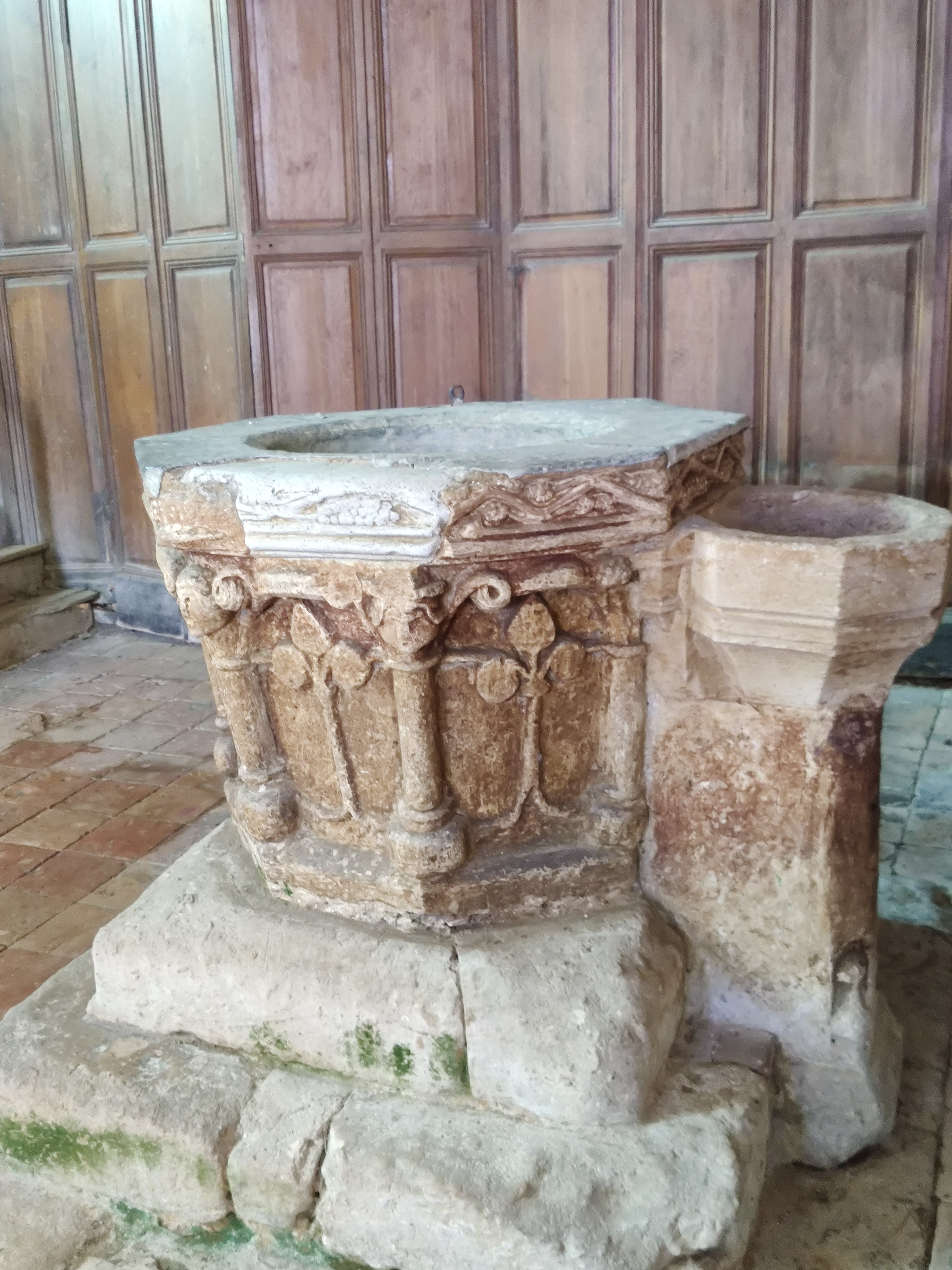
Taufbecken in Le Hamel

Das Taufbecken in der katholischen Pfarrkirche Notre-Dame-de-la-Nativité in Le Hamel, einer französischen Gemeinde im Département Oise in der Region Hauts-de-France, wurde im 13. Jahrhundert geschaffen und im 15. Jahrhundert verändert. Im Jahr 1908 wurde das gotische Taufbecken als Monument historique in die Liste der geschützten Objekte (Base Palissy) in Frankreich aufgenommen.
Das 1,06 Meter hohe Taufbecken aus bemaltem Stein steht auf einem rechteckigen, zweistufigen Sockel. Das achteckige Hauptbecken ist an allen acht Seiten mit Bas-Reliefs aus Säulen mit Kapitellen in Form von menschlichen Köpfen und dazwischen mit Lilien versehen. Der obere Rand ist mit Pflanzenmotiven geschmückt. Das später hinzugefügte kleine Becken, das nur profiliert ist, steht auf einem rechteckigen Sockel.